# Щиборовка
Щиборовка (укр. Щиборівка) — село в Хмельницком районе Хмельницкой области Украины.
Население по переписи 2001 года составляло 729 человек. Почтовый индекс — 31070. Телефонный код — 3855. Занимает площадь 0,845 км². Код КОАТУУ — 6822789501.

## Местная власть
31070, Хмельницкая обл., Хмельницкий р-н, с. Щиборовка, ул. Центральная, 12.